# Hall–Héroult-processen
Hall–Héroult process er en stor industriel proces, der benyttes til aluminiumraffinering. Den involverer opløsning af aluminiumoxid (alumina) (der normalt kommer fra bauxit, aluminiums primære malm, igennem Bayer-processen) i smeltet kryolit og elektrolysering af det smeltede saltbad, typisk til en dertil indrettet elektrolysecelle. Processen bliver udført på industriel skala og foregår ved 940–980 °C og producerer aluminium med en renhed på 99.5-99.8%. Aluminiumgenanvendelse, der ikke behøver elektrolyser, bliver således ikke behandlet med denne metode.
Den blev opdaget næsten simultant i 1886 af den amerikanske kemiker Charles Martin Hall og den franske videnskabsmand Paul Héroult—der begge var 22 år gamle. nogle forfattere hævder, at Hall blev assisteret af sin søster Julia Brainerd Hall; mens hendes involvering bliver diskuteret. I 1888 åbnede Hall den første aluminiumsfabrik i stor skala i Pittsburgh. den blev senere til firmaet Alcoa.
Hall–Héroult-processen bruger stor mængde energi i form af elektricitet, og elektrolysestadition producerer store mængder kuldioxid, hvis elektriciteten kommer fra ikke-fornybare ressourcer. Derudover producerer processen også fluorocarbon-forbindelser som biprodukt, hvilket både bidrager til luftforurening og klimaforandringer. I 2012 blev det estimeret, at der blev produceret 12,7 tons CO2 for hvert ton produceret aluminium.
Med opdagelsen af processen gik alumonium fra at være dyrere end guld og platin, til at være et billigt metal, der kunne produceres i stor skala. Den har gjort det muligt at fremstillet fly i tusindevis og skibsskrog af aluminum.

## Proces
Hall–Héroult-processen foregår efter nedenstående simplificerede reaktioner ved carbon-elektroder:
Katode:
Anode:
Overordnet:
I praksisk bliver der dannet langt mere CO2 ved anoden end CO: